# Ophiobyrsa
Ophiobyrsa is een geslacht van slangsterren uit de familie Ophiomyxidae. De wetenschappelijke naam van het geslacht werd in 1878 voorgesteld door Theodore Lyman. Hij plaatste als enige soort Ophiobyrsa rudis in het geslacht, die daarmee automatisch de typesoort werd.

## Soorten
- Ophiobyrsa acanthinobrachia H.L. Clark, 1911
- Ophiobyrsa compensata Koehler, 1930
- Ophiobyrsa intorta (Koehler, 1922)
- Ophiobyrsa perrieri Lyman, 1883
- Ophiobyrsa rudis Lyman, 1878
- Ophiobyrsa strictima Murakami, 1944
- Ophiobyrsa synaptacantha H.L. Clark, 1911